# MEGA (сеть торгово-развлекательных центров)
MEGA (Ме́га) — крупная казахстанская сеть торгово-развлекательных центров. Входит в холдинг «Astana Group» Нурлана Смагулова.

## История
Строительством и развитием торговых центров MEGA занимается казахстанский холдинг «Astana Group» во главе с предпринимателем Нурланом Смагуловым. Первые торговые центры сети были спроектированы французской компанией MB Architects, а проект MEGA Alma-Ata 2 был разработан британской Chapman Taylor. ТРЦ MEGA входят в состав Международный совет торговых центров (ICSC).
Первый торгово-развлекательный центр «MEGA Alma-Ata» сети MEGA открытлся 25 октября 2006 года в городе Алма-Ата. В 2007 году были открыты торговые центры в Астане и Шымкенте, а в 2009 году открылась MEGA в Актобе. В 2013 году была закончена вторая очередь торгового центра в Алма-Ате, которая была названа MEGA Alma-Ata 2.
В августе 2014 открылся второй торговый центр в Алма-Ате под названием MEGA Park, на открытии которого присутствовал президент «Astana Group» Нурлан Смагулов, аким Алматы Ахметжан Есимов и председатель совета директоров Народного банка Казахстана Александр Павлов.
В 2015 году ТРЦ MEGA в Шымкенте был продан «местным инвесторам» и больше не принадлежит «Astana Group». В октябре 2016 года стало известно, что торговые центры MEGA Astana и MEGA Aktobe были проданы компании ADD Invest Properties (ранее: Karoc).
11 января 2021 года президент Astana Group — Нурлан Смагулов сообщил о кадровых изменениях. Новым генеральным директором стал Айдын Каимов.
MEGA стала стартовой площадкой на локальном рынке для мировых брендов, таких как: Burger King, Starbucks, H&M, H&M Home, ZARA, ZARA Home, Massimo Dutti, Costa Coffee.

## Посещаемость

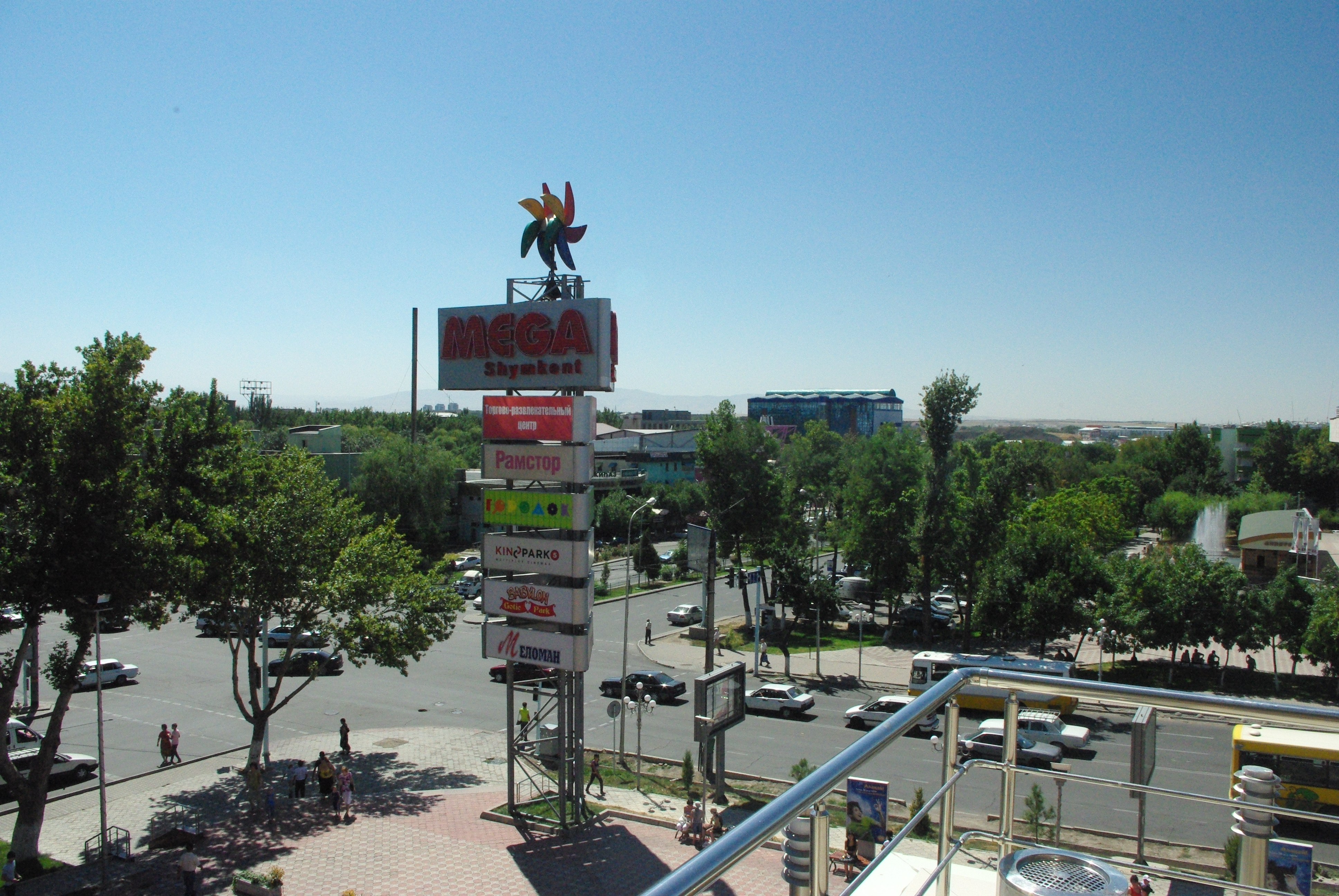
Возле MEGA в Шымкенте.

В среднем торговые центры MEGA в будние посещают около 25—30 тыс. человек, а в выходные и праздники число посетителей доходит до 30—40 тыс. человек. В ходе акции «MEGA Shopping Night 2» торговые центры сети по всему Казахстану за ночь посетили 147 тыс. человек: 74 тыс. в Алма-Ате, 46 тыс. в Актобе, 26 тыс. в Астане и 24 тыс. в Шымкенте, а в день 6-летия торгового центра в Алма-Аты его посетили 57 тыс. человек.
По данным Astana group, за год MEGA Alma-Ata посещают около 10 млн посетителей и, после открытия второй очереди, планируется, что количество посетителей достигнет 15 млн.

## Магазины

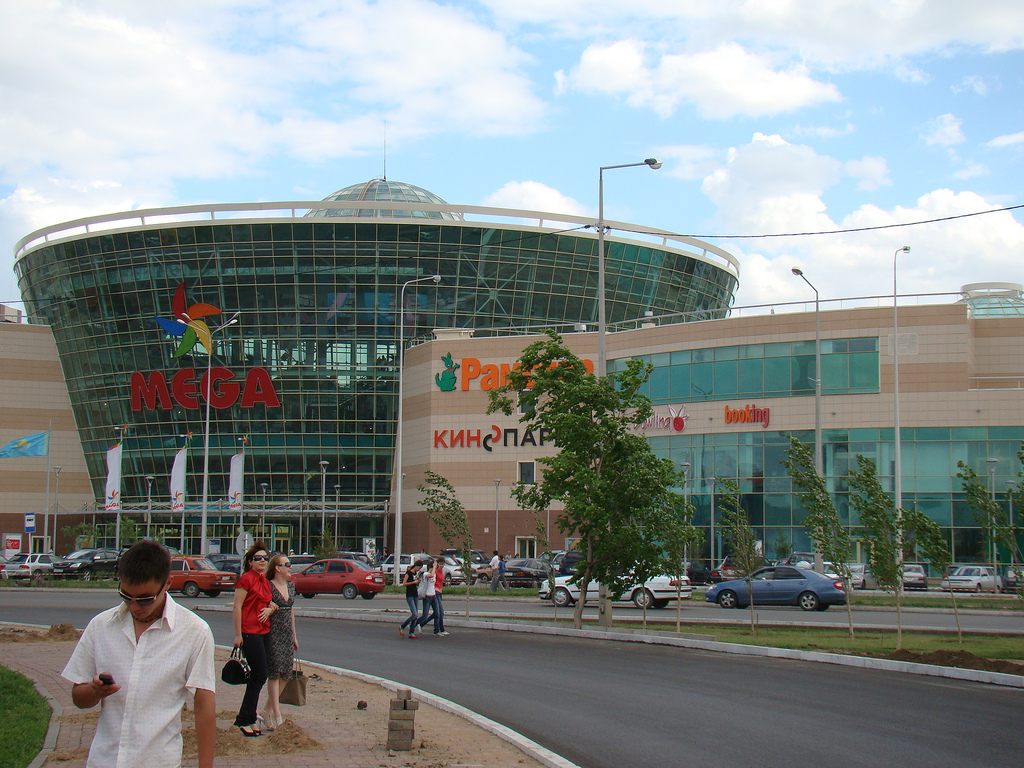
MEGA Astana.

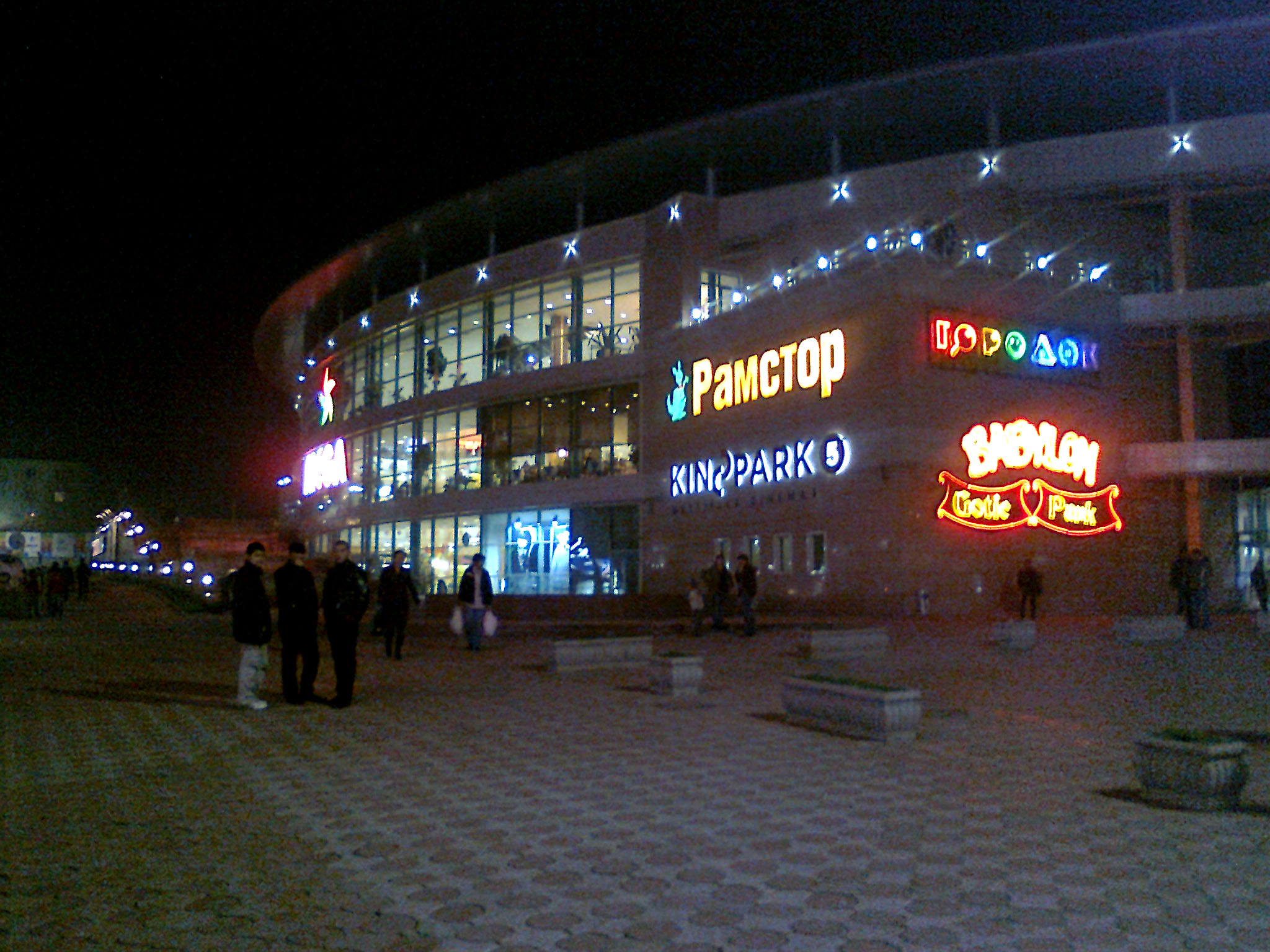
MEGA Shymkent.

- MEGA Silk Way в Астане. Открыт 23 марта 2017 года (техническое открытие состоялось 6 марта). Расположен на улице Кабанбай-Батыра, возле павильона EXPO-2017. Площадь MEGA Silk Way — 140 тысяч квадратных метров. Соотношение коммерческой площади к общей составляет 62 процента, из которых 32 процента занимают образовательные, спортивные, развлекательные, социальные проекты.
- MEGA Alma-Ata в Алма-Ате. Открыт 25 октября 2006 года. Расположен по улице Розыбакиева, 247а. В торговом центре площадью 85 629 м² расположены 120 бутиков, несколько гипермаркетов, кафе и ресторанов, фуд-корт, самый современный кинотеатр-мультиплекс[12], скалодром, ледовый каток и подземный паркинг. Осенью 2013 года MEGA Alma-Ata была расширена и дополнительное пространство получило название MEGA Alma-Ata 2. Площадь Mega Alma-Ata 2 составляет 75 793 м²[13][14].
- MEGA Park в Алма-Ате, расположен на пересечении улиц Сейфуллина и Макатаева. Общая площадь центра: 106 226 м², в нём расположены больше сотни бутиков, супермаркет, фуд-корт, свыше двух десятков кафе и ресторанов и кинотеатр[5][13].

Бывшие подразделения
- MEGA Astana в Астане. Общая площадь центра достигает 34 500 м ², в нём расположены 87 бутиков, несколько гипермаркетов, фуд-корт, около десятка ресторанов, скалодром, детский развлекательный парк и кинотеатр-мультиплекс. Открыт 25 октября 2007 года[13].
- MEGA Shymkent в Шымкенте, открыт 27 сентября 2007 года. Площадь центра составляет 28 523 м², в нём расположены несколько ресторанов, фуд-корт, несколько гипермаркетов, детский парк, ледовый каток, кинотеатр и подземный паркинг[13].
- MEGA Aktobe в Актобе, открыт 16 октября 2009 года. В центре площадью 45 355 м² расположено 75 бутиков, пара гипермаркетов, свыше десятка кафе и ресторанов, фуд-корт, детский развлекательный парк и кинотеатр-мультиплекс[13].

## Государственное финансирование
Сеть MEGA является участником казахстанской государственной программы оздоровления конкурентоспособных предприятий, в рамках которой получила субсидии в размере 3,1 млрд тенге. В 2014 году, в ходе презентации законопроектов «О республиканском бюджете на 2015—2017 годы» и «О гарантированном трансферте из Национального фонда на 2015—2017 годы», депутат Мажилиса Парламента Казахстана Нуртай Сабильянов предложил прекратить финансовую помощь торговым центрам MEGA.

## Награды
В 2021 году MEGA «Silk Way» получил престижную международную награду от известной всему миру премии Asia Pacific Property Awards 2021. Торгово-развлекательный центр получил высочайшие награды среди прочих объектов Казахстана.